# Pietro Torta
Pietro Torta (1896 – 1973) è stato un ingegnere ed esperantista italiano.
L'ing Pietro Torta è stato un ingegnere ed esperantista veneziano, famoso per la sua opera di restauro del patrimonio immobiliare di Venezia. Per molti anni fu presidente dell'ordine degli ingegneri di Venezia. A lui sono dedicate un piazzale a Venezia Lido e il premio "Pietro Torta" istituito dall'Ateneo Veneto che dal 1997 viene assegnato con cadenza biennale.